# Physalis lignescens
Physalis lignescens là loài thực vật có hoa trong họ Cà. Loài này được Waterf. miêu tả khoa học đầu tiên năm 1967.